# Mahamat Hissein (journaliste)
Pour les articles homonymes, voir Mahamat Hissein.
Mahamat Hissein né le 1er janvier 1954 à Djedaa, dans le Batha Ouest au Tchad, et décédé le 7 juillet 2021 à N'Djaména dans le même pays, est un journaliste et homme politique tchadien.

## Biographie

### Formation et début de carrière
Mahamat Hissein nait en 1954 à Djedaa, dans la région du Batha. Il effectue Des études secondaires aux lycées Félix Éboué et lycée technique commercial de Fort-Lamy (ancienne capitale devenue N'Djaména). En 1975, il est diplômé de l’École supérieure internationale de journalisme d'Yaoundé au Cameroun devenu en 1982 l'École supérieure des sciences et techniques de l'information et de communication (ESSTIC). 

### Carrière journaliste
Mahamat Hissein débute en 1975 en tant que rédacteur en chef à l’Agence Tchadienne de Presse, avant d'en être le directeur générale de 1978 à 1980. En 1980, pendant la guerre civile tchadienne, il fonde Sab’A Yom, le tout premier hebdomadaire du pays.
En 1982, il est nommé chef des informations à la radiodiffusion nationale tchadienne (RNT), un poste qu’il occupe jusqu’en 1984, avant de rejoindre le ministère des Affaires étrangères comme attaché de presse (1984-1988). Cette même année, il prend la tête de la presse présidentielle et assure la coordination des activités de Télé Tchad et de Radio Tchad durant un an.
Entre la fin des années 1980 et le début des années 1990, il alterne entre les fonctions de directeur de la presse présidentielle et de la télévision nationale. Le 31 août 1993, il fonde Le Progrès, un journal hebdomadaire qui devient un quotidien en 1996. Il dirige ce journal pendant huit ans, jusqu’à son entrée en politique.

### Carrière politique
En 2002, il est élu député du 5ᵉ arrondissement de N’Djaména. À l’Assemblée nationale, il occupe le poste de vice-président de 2002 à 2006,. Militant engagé du Mouvement patriotique du salut (MPS), il accède à plusieurs postes de responsabilité au sein du parti, notamment celui de secrétaire général de 2003 à 2009.
Il est ambassadeur du Tchad au Cameroun en 2013.
Parallèlement à ses engagements politiques, il occupe plusieurs hautes fonctions dans l’appareil d’État. Il est directeur de cabinet à la présidence de la République d'Idriss Déby (2006-2008, 2010, puis de 2016 à 2018). De 2008 à 2010, il est Ministre de la Communication, avant de devenir secrétaire général de la Primature en 2011, puis conseiller à la Primature en 2013, et conseiller spécial chargé de la communication à la présidence de 2018 à 2021,.

### Décès
Mahamat Hissein s’est éteint le 7 juillet 2021 à N’Djamena, des suites d’une maladie. Il est inhumé au cimetière musulman de Lamadji.

## Vie privée
Il est marié et père de cinq enfants.